# PGM-11 Redstone

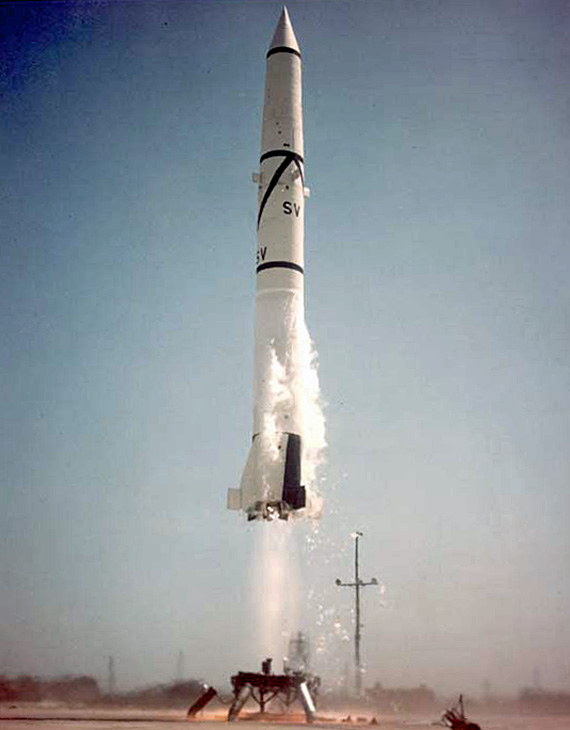
Redstone Nº CC-56, Cabo Canaveral, Flórida, 17 de Setembro de 1958.

O PGM-11 Redstone, foi o primeiro míssil balístico Norte americano de grande porte. Um míssil terra-terra de 
curto alcance (SRBM) que esteve em serviço no Exército americano na Alemanha Ocidental de 
Junho de 1958 a Junho de 1964, como parte do sistema de defesa da OTAN para a Europa Ocidental, durante a Guerra fria. 
Ele foi o primeiro míssil a conduzir uma Ogiva nuclear, testado pela primeira vez no Oceano Pacífico em 1958, com dois testes ocorrendo no 
período de 12 dias. 
Um descendente direto do foguete V-2 Alemão, esse míssil, base da família Redstone de foguetes, foi
desenvolvido por uma equipe composta em sua maior parte por cientistas e engenheiros alemães, realocados nos Estados Unidos depois da
Segunda Guerra Mundial. A principal empresa contratante desse míssil, foi a Chrysler Corporation.
Por seu papel como Míssil de teatro de operações, o Redstone ganhou a classificação de "the Army's Workhorse", uma espécie de honraria. Ele foi retirado de
serviço oficialmente pelos Estados Unidos em Junho de 1964. Em 1967, um Redstone de excedente de estoque militar, ajudou a lançar o WRESAT, o primeiro 
satélite australiano.

## Histórico

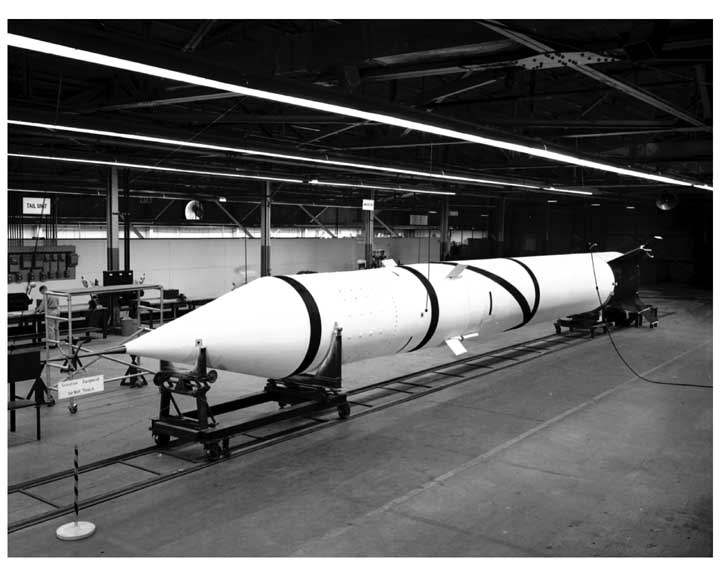
Um dos primeiros foguetes Redstone produzidos 1953.

Um produto da Army Ballistic Missile Agency (ABMA), produzido no Redstone Arsenal (Alabama), sob a liderança de Wernher von Braun. O Redstone, foi 
projetado para atender os requisitos do Exército americano para um míssil terra-terra. Ele foi
batizado em 8 de abril de 1952 com esse nome, devido ao nome do lugar, que por sua vez advinha da cor vermelha das pedras e do solo da região.
A Chrysler Corporation, foi nomeada como a empresa contratante principal do projeto, e iniciou a produção em 1952 na Michigan Ordnance Missile Plant, em
Warren, Michigan. Essa unidade pertencia a Marinha anteriormente, e era usada para a produção de motores a jato. Com o cancelamento do projeto dos motores a jato da 
Marinha, aquela unidade foi disponibilizada para a Chrysler, para a produção de mísseis. A divisão Rocketdyne da North American Aviation Company, fornecia
os motores; a Ford Instrument Company, divisão da Sperry Rand Corporation, produzia os sistemas de orientação e controle; e a Reynolds Metals Company,
fabricava a fuselagem, todas como subcontratadas da Chrysler. O primeiro Redstone, foi lançado da plataforma LC-4A no Cabo Canaveral em 20 de agosto de 1953.
Ele voou por 20 segundos, antes de sofrer uma pane no motor, caindo no Oceano. Depois desse sucesso parcial, o segundo teste, em 27 janeiro de 1954 foi um sucesso,
voando por 88 quilômetros. O terceiro teste, por outro lado, foi um completo fracasso, o motor cortou um segundo após a decolagem fazendo com que o foguete
despencasse sobre a base de lançamento e explodisse. Os testes subsequentes resultaram em sucesso, total ou parcial, e o Redstone foi declarado operacional em 1955.

## Operação

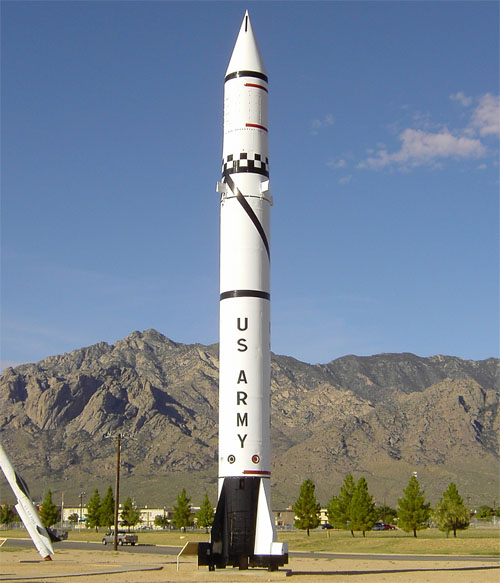
O Redstone exibindo claramente suas partes constituintes.

O Redstone, era capaz de voos entre 92 e 323 km. Ele consistia de duas partes:
- Uma única unidade de propulsão de formato cilíndrico
- Um corpo de míssil para permitir o controle e a condução da carga ao alvo. 
  - Um cone truncado contendo toda a instrumentação de controle e comunicação
  - Uma coifa cônica com a carga útil (nesse caso a ogiva e o fusível de detonação)

Durante a fase motorizada do voo, o Redstone queimava uma mistura de (25% água + 75% álcool etílico) usando oxigênio líquido como oxidante. 
O corpo do míssil se separava da unidade de propulsão 20 a 30 segundos depois do término do combustível, de acordo com o alcance pré determinado para o alvo. 
O corpo do míssil continuava numa trajetória balística controlada até o ponto de impacto. 
A unidade de propulsão, continuava na sua própria trajetória balística não controlada caindo perto do alvo. O Redstone usava um sistema de orientação inercial 
pré programado que se auto corrigia baseado numa referência fixa para controle de atitude e rota ao longo de uma trajetória pré definida. 
Esse sistema de orientação, não dependia de nenhuma ação de terra para o cumprimento da sua função ficando assim imune a qualquer tentativa de interferência externa.

## Características

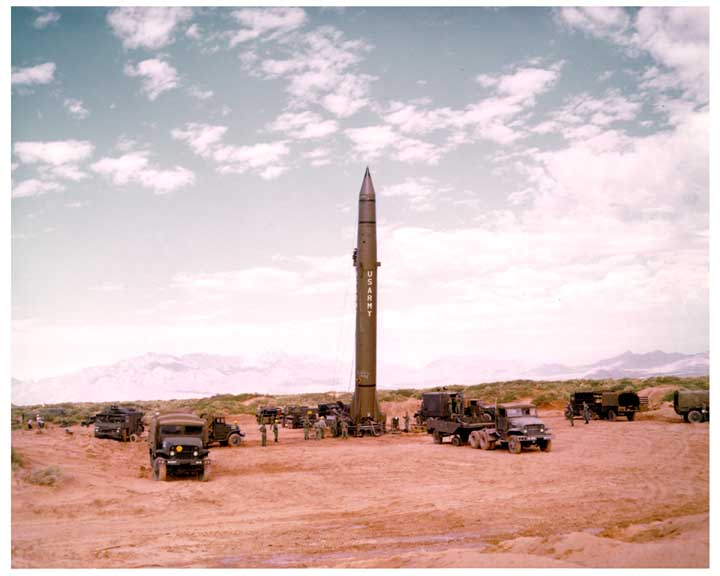
Um Redstone no Campo de mísseis de White Sands, 6 de Julho de 1961

Essas são as características gerais desse míssil:
- Altura: 21,1 m
- Diâmetro: 1,77 m
- Massa total: 27.763 kg
- Carga útil: 2.860 kg (Ogiva nuclear W-39 de 4 MT)
- Empuxo inicial: 350 kN
- Velocidade: Mach 5,5
- Apogeu: 45,7 km
- Alcance: 323 km
- Precisão: 300 m
- Combustível: Álcool Etílico / Oxigênio Líquido / Peróxido de Hidrogênio
- Estreia: 20 de agosto de 1953
- Declarado operacional: 1955
- Fim de produção: 1961
- Saída de serviço: 1964